# Tupinambis
Tupinambis és un gènere de sauròpsids (rèptils) escatosos de la família Teiidae. Aquests llangardaixos poden ser agressius i han de manejar-se amb cura. Si s'és agressiu amb ells, ells mosseguen i fins i tot poden fer sagnar.

## Taxonomia
- Tupinambis duseni Lönnberg, 1896
- Tupinambis longilineus Avila-Pires, 1995
- Tupinambis merianae (Duméril & Bibron, 1839)
- Tupinambis palustris Manzani & Abe, 2002

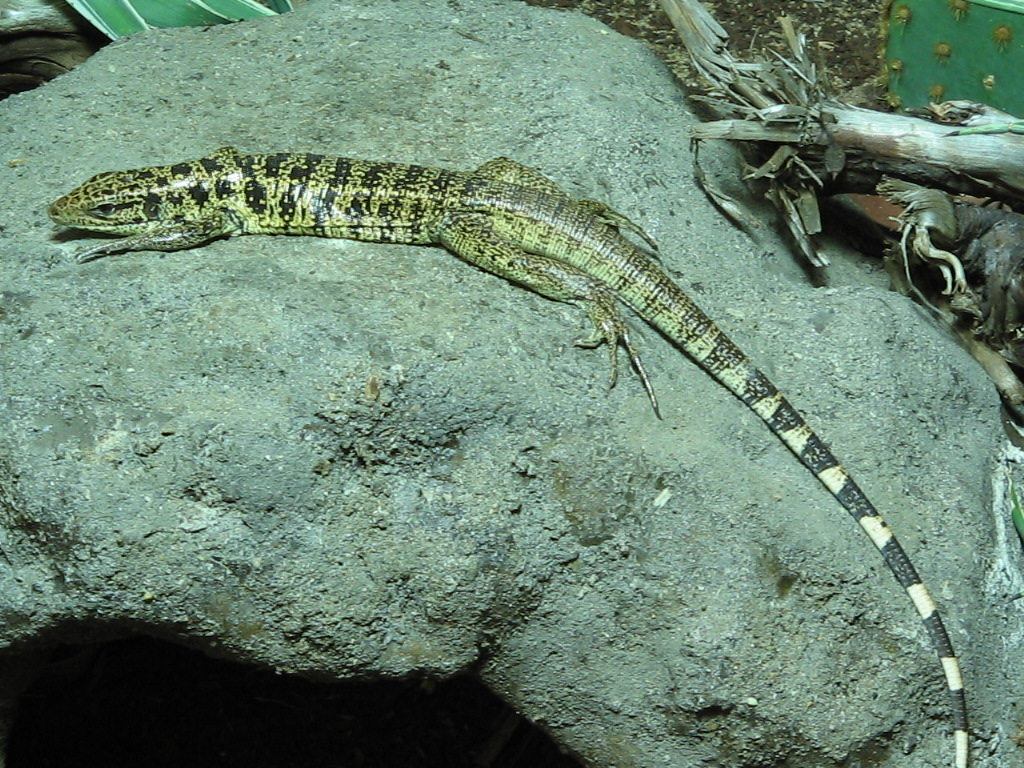
Tupinambis teguixin

- Tupinambis quadrilineatus Manzani & Abe, 1997
- Tupinambis rufescens (Günther, 1871) - Günther 1871
- Tupinambis teguixin (Linnaeus, 1758)